# Bathythrix montana
Bathythrix montana là một loài tò vò trong họ Ichneumonidae.